# Marek Marszał
Marek Marszał (ur. 25 grudnia 1944, zm. 7 sierpnia 2020) – polski tłumacz literatury fantastyczno-naukowej.

## Twórczość
Był pierwszym polskim tłumaczem Diuny Franka Herberta (1985). Wśród jego tłumaczeń są także Cieplarnia (1983), Wiosna Helikonii (1989), Lato Helikonii (1992) oraz część opowiadań (w tym tytułowe) ze zbioru Kto zastąpi człowieka? (1985) Briana Aldissa, a także powieści Wyprawa do gwiazd (1981) A.E. van Vogta, Człowiek plus (1986) Frederika Pohla, Słuchacze (1987) Jamesa Gunna, Z kwiecia powstaniesz (1995) Clifforda D. Simaka, tom opowiadań Miecze i ciemne siły Fritza Leibera (1993) oraz trzy z czterech opowiadań Rudyarda Kiplinga w tomie Zagubiony legion (1987), pojedyncze opowiadania Raya Bradbury’ego w tomie K jak Kosmos (1978) oraz opowiadanie Harlana Elisona Nie mam ust, a muszę krzyczeć w antologii Droga do science fiction (tom 3. Od Heinleina do dzisiaj – wyd. polskie 1988). Po latach powrócił do cyklu Diuna i przetłumaczył jeszcze Mesjasza Diuny (2007) i Dzieci Diuny (2008 – wspólnie z Andrzejem Jankowskim).
Poza fantastyką przetłumaczył powieści kryminalne Tajemnica Betty Tyler Francisa Durbridge (1992) i Lodownia Minette Walters (2001).
Pochowany na Powązkach-Cmentarzu Wojskowym w Warszawie (kwatera D31-3-11).

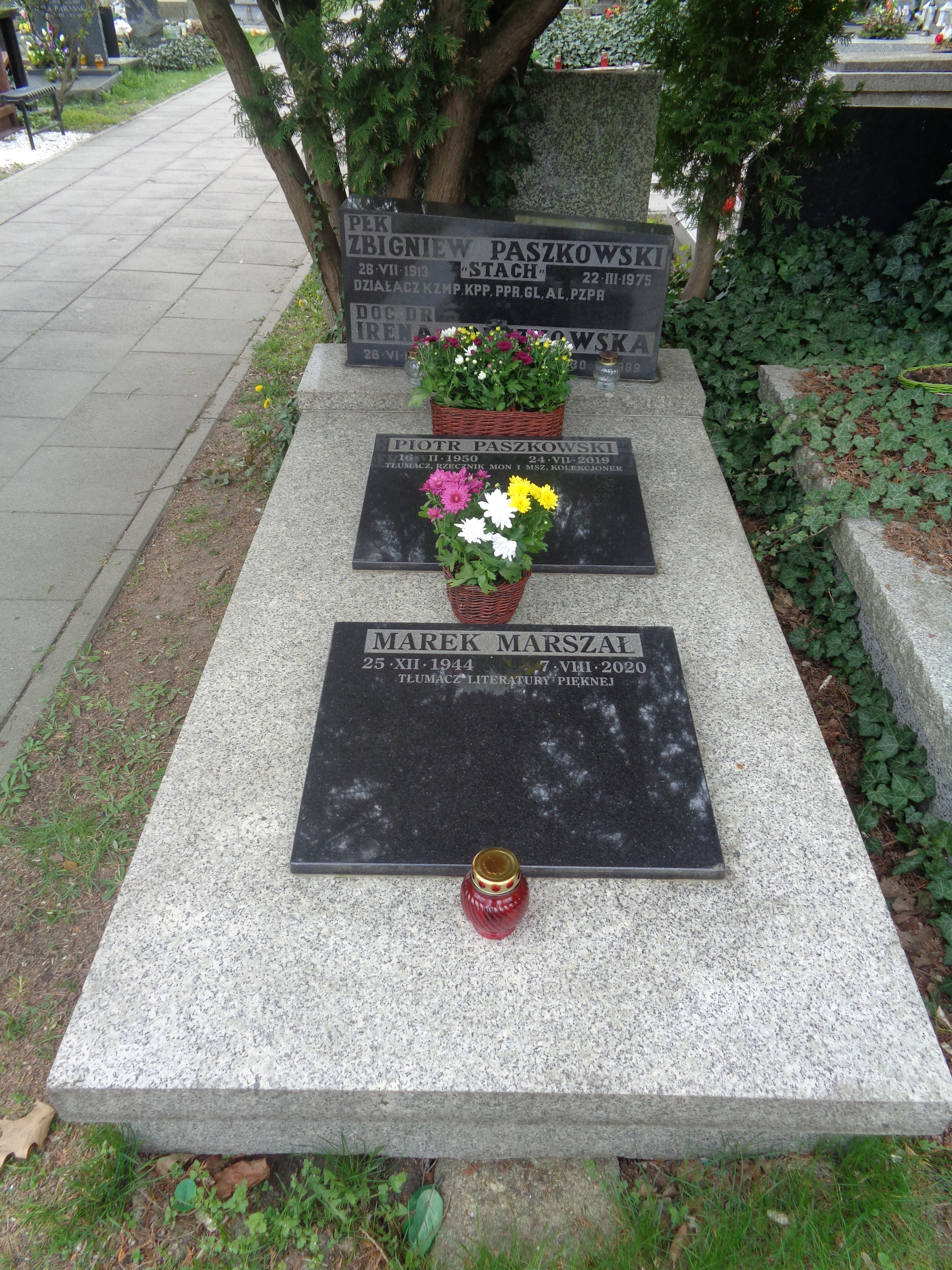
Grób Marka Marszała na Cmentarzu Wojskowym na Powązkach